# Nuctenea
Nuctenea Simon, 1864 è un genere di ragni appartenente alla famiglia Araneidae.

## Etimologia
Il nome deriva dal latino nox, cioè notte, per le abitudini di vita notturna attiva.

## Distribuzione
Le tre specie oggi note di questo genere sono state rinvenute in varie località della regione paleartica: la N. cedrorum è endemica dell'Algeria, le altre due hanno areali più vasti.

## Tassonomia

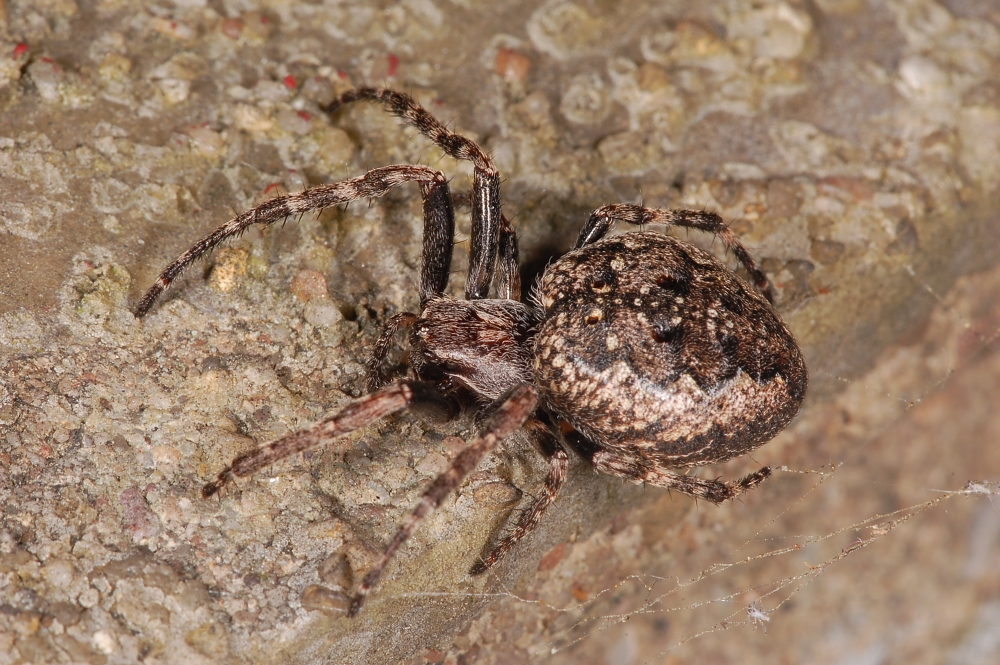
Nuctenea umbratica

Rimossa dalla sinonimia con Araneus (Clerck, 1757) e considerata un sinonimo anteriore di Cyphepeira Archer, 1951, secondo lo studio degli esemplari di Araneus silvicultrix (C. L. Koch, 1844), venne descritta come sottogenere di Epeira o Araneus da un lavoro di Levi del 1974.
A dicembre 2013, si compone di tre specie e due sottospecie:
- Nuctenea cedrorum (Simon, 1929) — Algeria
- Nuctenea silvicultrix (C. L. Koch, 1835) — Regione paleartica
- Nuctenea umbratica (Clerck, 1757)[2] — dall'Europa all'Azerbaigian
  - Nuctenea umbratica nigricans (Franganillo, 1909) — Portogallo
  - Nuctenea umbratica obscura (Franganillo, 1909) — Portogallo

### Specie trasferite
- Nuctenea cornuta (Clerck, 1757); trasferita al genere Larinioides Caporiacco, 1934[1].
- Nuctenea ixobola (Thorell, 1873); trasferita al genere Larinioides Caporiacco, 1934.
- Nuctenea patagiata (Clerck, 1757); trasferita al genere Larinioides Caporiacco, 1934.
- Nuctenea sclopetaria (Clerck, 1757); trasferita al genere Larinioides Caporiacco, 1934.